# Виндзорский суп
Виндзорский суп,  Суп Виндзор (англ. Windsor soup) или Коричневый суп Виндзор (англ.  Brown Windsor soup) — традиционный британский мясной суп. Был назван, вероятно, в честь королевской династии Виндзоров. Хотя суп обычно ассоциируют с викторианской и эдвардианской эпохами, практика называть его «Браун Виндзор» появилась только в 1920-х годах, и это название обычно ассоциировалось с некачественным коричневым супом из неопределенных ингредиентов. Несмотря на то, что существовали изысканные рецепты супа известных шеф-поваров XIX века, разновидности «Браун Виндзор» стали напоминать жидкую кашу, суп приобрел репутацию плохой английской еды в середине XX века, а позднее стал источником шуток, мифов и легенд.
Существуют различные варианты рецепта супа. Например, обжаренные в муке кусочки мяса заливаются бульоном и варятся вместе с овощами и специями. Часто суп измельчают в блендере. При подаче заправляется рисом или лапшой, а также мадерой или другим вином.

## История

### Истоки и расцвет

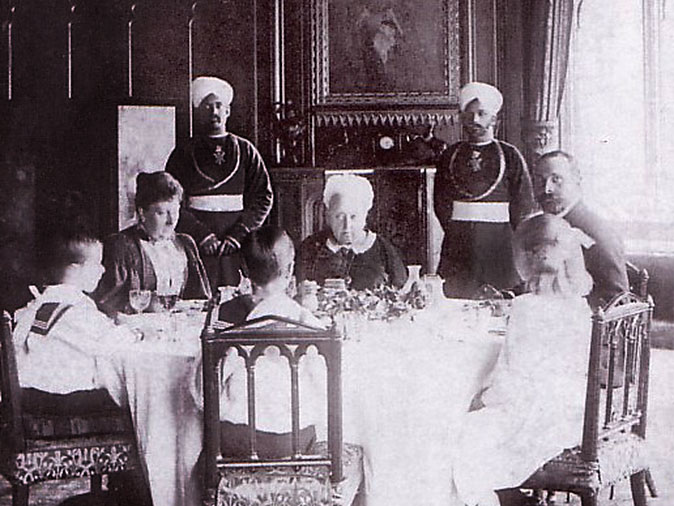
Обед королевы Виктории в Виндзоре (1895) с семьей её дочери принцессы Беатрисы.. Скорее всего, она никогда не пробовала суп Браун Виндзор.

В 1834 году Хендерсон Уильям Брэнд — повар короля Георга IV и изобретатель того, что впоследствии стало соусом A.1. — опубликовал кулинарную книгу, содержащую рецепт супа Vermicelli Soup, à la Windsor. Это суп на белом мясном бульоне с лапшой, который, по словам Брэнда, был любимым блюдом Георга III и IV.
Другой похожий рецепт супа Виндзор был опубликован 11 лет спустя во влиятельной кулинарной книге 1845 года The Modern Cook британско-итальянского происхождения Чарльза Эльме Франкателли, который был шеф-поваром королевы Виктории с 1840 по 1842 год. Он назвал его «Суп из телячьих ножек, а-ля Виндзор» (или «Потаж а-ля Виндзор »), и он готовился из телячьих ножек или бычьего хвоста, создавая густую желатиновую массу, и включает в себя белое вино и сливки, курицу и лапшу — это белый суп. «Современный повар» был влиятельным путеводителем для викторианских женщин, которые хотели подражать королеве; это была кулинарная библия во многих семьях, обеспечившая его популярность дома и в дорогих ресторанах. Вопреки мнению, что королева Виктория часто ела этот суп, он редко появлялся в королевских меню и никогда как «коричневый» суп.
Вариации рецепта Франкателли появлялись на протяжении всего XIX века. Типичные рецепты включали телячьи ноги и вино Мадера, и иногда затемнялись до темно-коричневого цвета с карамельным красителем и приправлялись кайенским перцем, как в рецепте метрдотеля Waldorf Astoria Оскара Чирки. «Белая» версия, в которой использовались бобы Виндзор, была опубликована в 1855 году. Некоторые из них были сделаны из баранины, говядины и риса. У Агнес Маршалл была простая версия из ячменя и мяса, а французский шеф-повар Огюст Эскофье создал кремовый суп Виндзор в ресторане отеля Savoy в 1890-х годах, любимом заведении английской королевской семьи, включая принца Уэльского.

### Упадок

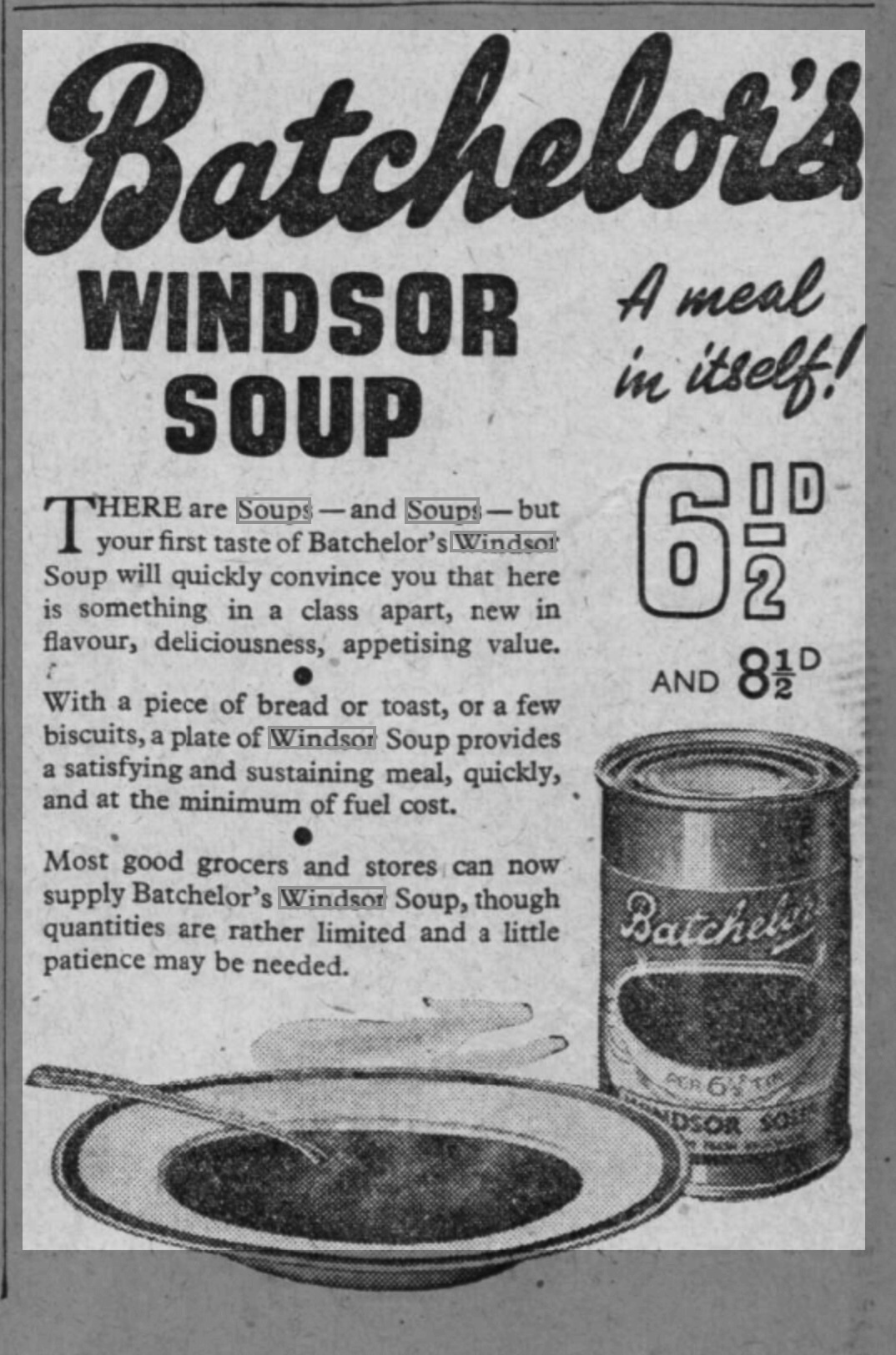
Суп Виндзор от Batchelor's (1942)

К 1920-м годам энтузиазм по поводу виндзорского супа заметно пошел на убыль. Как заметил Ивелин Во в 1924 году, «все было не так хорошо, как раньше, включая виндзорский суп» . Виндзорский суп превращался в икону унылой британской кухни. Майкл Бейтман утверждает: «В 1930-х годах искусство приготовления супов опустилось до небывало низкого уровня, и каждый отель предлагал отвратительные коричневые супы (так называемый коричневый виндзорский суп)» . 
Так называемый «коричневый виндзорский суп» впервые появился в 1920-х годах, когда его подавали во время мессы в кафе и столовых. Примерами служат Cadena Cafes (Портсмут), которые рекламировали «Суп – томатный или коричневый Виндзор» в своем меню от 24 февраля 1926 года. Bobby's of Queens Road, Bristol, рекламировал «Potage Brown Windsor» (под заголовком «суп») в своем меню от 13 февраля 1931 года. Шотландский универмаг Isaac Benzie рекламировал «Суп Brown Windsor» в меню, опубликованном 14 декабря 1933 года.
Легкая доступность консервированных и пакетированных супов способствовала развитию супов в новых направлениях, например, в 1940-х годах в жестяных банках продавался «Виндзорский суп Бэтчелора» . В условиях военного времени некоторые города хранили запасы консервированного Виндзора. 
Полицейский Джеймс вспоминал, что во время войны «коричневый Виндзорский суп в основном фигурировал в меню британских ресторанов , созданных под эгидой Министерства продовольствия ... суп имел привкус подливки» . Автор Эрик Райт вспоминал, как в 1945 году он был нищим и ел бесплатный Виндзорский суп в кафетерии, которым управляла Asiatic Petroleum Company.
После войны нормирование продуктов питания продолжалось до 1950-х годов. Остатки протирались или смешивались в коричневые таинственные супы, связь которых с оригинальным рецептом Виндзора могла быть только в названии. Суп мог быть не более чем водянистой, безвкусной кашицей из бульонного порошка и загустителя крахмала, или оставшимися банками: «Я помню банки Виндзора в кладовой моей бабушки, которые она сохранила со времен войны. С юмором они считали, что их можно использовать только в случае вторжения» .
Сатирики начали высмеивать Brown Windsor в 1950-х годах, потому что, с одной стороны, это была стряпня, которую подавали в убогих заведениях, с другой стороны, у него было претенциозно шикарное название.  Энни Грей отмечает, что, несмотря на шутки, это был на самом деле «настоящий суп», но «в основном связанный с убогими пансионатами, пытающимися звучать шикарно» . Николас Парсонс подтверждает: «Это было очень большой частью культуры, когда я был молод. Почти в каждом дешевом отеле был коричневый суп Windsor. Я думаю, отели использовали все остатки своего мяса... и он всегда был в меню. Это был такой основной продукт, что вы либо смеялись над ним, либо игнорировали его. Это был объект насмешек и юмора». Например, в пьесе, опубликованной в 1958 году, Джон Осборн утверждает, что «единственное подходящее место для него — раковина». Сатирики часто говорят, что они пробовали его только один раз, например, Джейн Гарми вспоминала, что «попробовав его один раз, я знала, что лучше не рисковать снова», а Николас Парсонс в шутку сказал, что он пробовал его только «один раз». 
Хонор Трейси заметила: «Любой, кто настолько глуп, чтобы поесть в провинциальном английском отеле, по какой бы то ни было причине, не заслуживает сочувствия — эта нация, похоже, подсела на суп Brown Windsor». К 1984 году он стал легендарным, как заметил Р. В. Эппл-младший: «Медленно, очень медленно за последние двадцать пять лет хорошие рестораны появились почти во всех частях королевства. Коричневый суп Windsor, слава богу, является вымирающим видом» .

## Мифы и легенды
Вокруг супа выросло множество мифов, легенд и предположений. Некоторые источники утверждают, что суп Brown Windsor не был популярен на самом деле, а был в первую очередь шуточным мемом, возникшим в 1953 году в комедийном фильме студии Ealing Studios «Капитанский рай» . Согласно этому аргументу, название супа повторялось в мемуарах многих авторов в течение последующих десятилетий, которые неправильно помнили (намеренно или нет) популярность или даже существование супа, ради художественного или юмористического эффекта. Как заметил Джон Ланчестер , «в самом названии супа Brown Windsor есть зловещий гений» .
Один исследователь нашел несколько рецептов «коричневого супа», который представляет собой бульон на основе костей, имеющий некоторое сходство с супом Виндзор, и предположил, что в воспоминаниях более поздних комментаторов могло произойти смешение «Виндзорского супа» и «коричневого супа» . Эта связь была установлена в обзоре ресторана в New Yorker за 1958 год : «Холодное мясо было довольно хорошим, а вкус прекрасного коричневого супа напоминает войну»
Ряд авторов отметили сходство с мылом «Brown Windsor », которое было хорошо известно в викторианскую эпоху, и предположили, что здесь может быть связь . 
Этимолог Майкл Куиньон ошибочно сообщает, что самое раннее известное упоминание датируется 1943 годом в книге «The Fancy » Моники Диккенс . В 1915 году автор Эдит Сипен заявила, что суп возник во Франции, что, вероятно, является недоразумением из-за раннего французского названия в «The Modern Cook» .
Виндзор и/или Браун Виндзор ассоциируются с Британскими железными дорогами рядом авторов, хотя историки испытывают трудности с подтверждением его существования. Малкольм Тимперли, исследователь из библиотеки и архивов Национального железнодорожного музея , сообщил, что их команда специально исследовала существование супа Браун Виндзор в британских вагонах-ресторанах. После проверки десятков меню, датируемых девятнадцатым веком, они не нашли никаких упоминаний о нем . Тем не менее, по словам автора Пола Спайсера, Браун Виндзор был популярен на британских железных дорогах и «часто говорил, что он построил Британскую империю» . Автор Джейн Гарми, писавшая об этом в 1981 году, сказала, что Браун Виндзор «постоянно подавался Британскими железными дорогами в их вагонах-ресторанах», и из своих детских воспоминаний она «предполагала, что это единственный суп, который можно было подавать в поезде» из-за его повсеместности. Вымышленный адвокат Рампол из Бейли упоминал, что ел его на Большой Западной железной дороге в книге рассказов, датированной 1978 годом, хотя Куиньон сомневается, является ли это одобрением супа, «отрывок подтверждает, что суп был когда-то основным блюдом в меню ресторанов Британских железных дорог », по мнению Куиньона .